# Ilandža
Ilandža (en serbe cyrillique : Иланџа ; en hongrois : Ilonc) est une localité de Serbie située dans la province autonome de Voïvodine. Elle fait partie de la municipalité d'Alibunar dans le district du Banat méridional. Au recensement de 2011, elle comptait 1 406 habitants.
Ilandža est officiellement classée parmi les villages de Serbie.

## Démographie

### Évolution historique de la population
| 1948  | 1953  | 1961  | 1971  | 1981  | 1991  | 2002  | 2011  |
| ----- | ----- | ----- | ----- | ----- | ----- | ----- | ----- |
| 3 132 | 2 896 | 2 926 | 2 805 | 2 426 | 2 023 | 1 727 | 1 406 |

|  |

## Personnalités
Le poète et écrivain serbe Miloš Crnjanski a passé sa jeunesse à Ilandža.